# Dorcadion chrysochroum
Dorcadion chrysochroum là một loài bọ cánh cứng trong họ Cerambycidae.